# Chintz

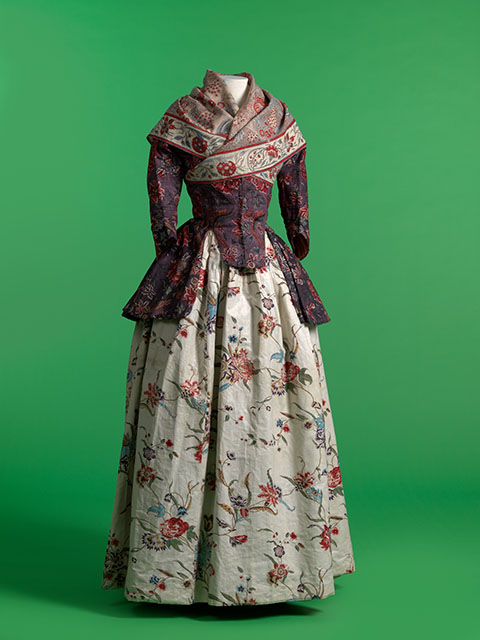
Chaqueta y chal de chintz, 1770-1800, en el Museo de la Moda de Amberes.

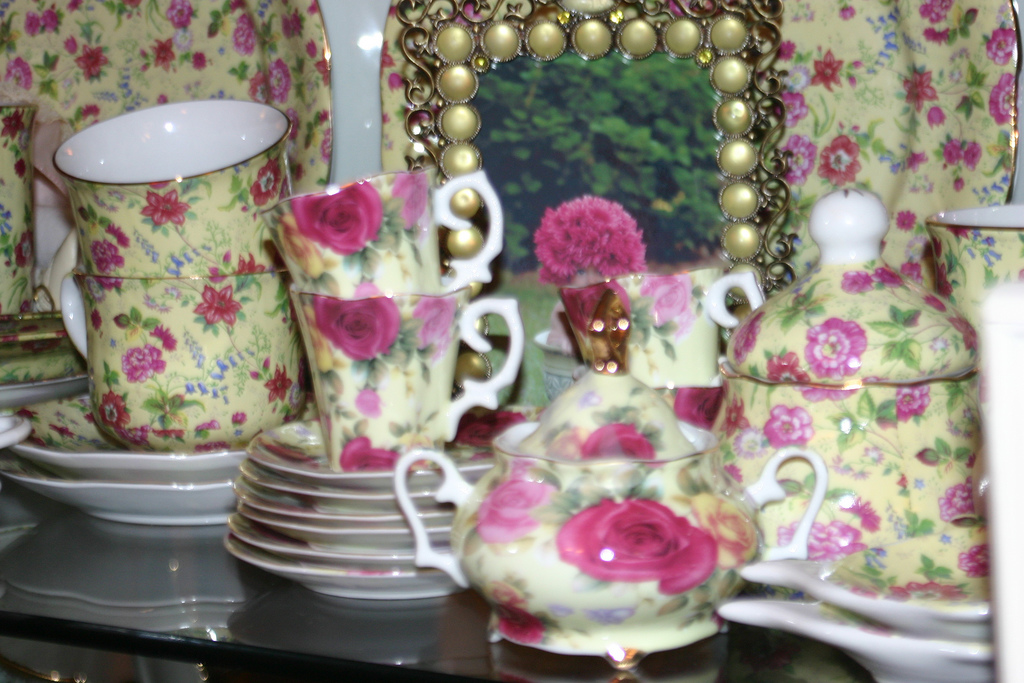
Juego de té con motivos florales típicos del chintz.

El chintz (o indiana) fue en su origen un tejido calicó fuerte y brillante, procedente de la India, estampado con flores, frutas, pájaros y otros diseños en diferentes colores, típicamente sobre un fondo liso claro. Su lustrosa apariencia se debía a la finísima capa de cera que lo recubría para proteger el tejido y el dibujo. El término «chintz» es un derivado hindú de la palabra en sánscrito ‘chitra’, que significa moteado o brillante.
Los diseños florales característicos —únicos y audaces— y el proceso de acabado propio del chintz —a base de calor, presión y cera, almidón, resina o actualmente silicona— han ayudado a que la tela resista la prueba del tiempo y se siga produciendo hoy en día.

## Características
La tela de chintz se fabrica en algodón con ligamento tafetán o raso; es un «tejido de calado» —tejido en telar— con un acabado estético mecánico que proporciona el brillo o lustre distintivo. Se estampa solo por una cara de la tela.
Los motivos florales se asocian tradicionalmente al chintz, de forma que se pueden encontrar incluso en juegos de té; esta tela se utiliza en tapicería, cortinas, para el recubrimiento de paredes existen tejidos de chintz ignífugos. A partir del siglo XX, el chintz es mucho menos frecuente en la confección de vestidos.

## Historia

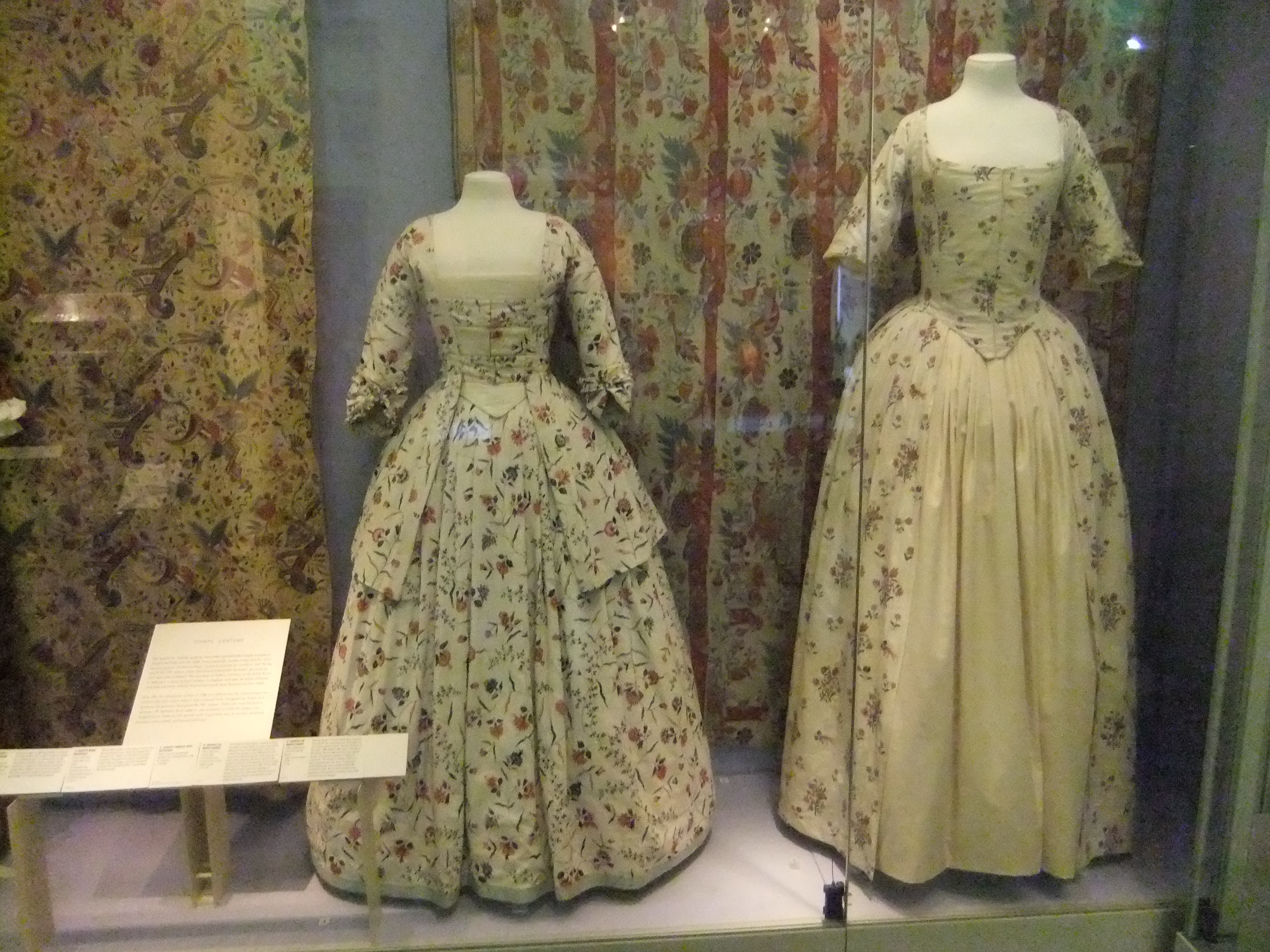
Vestidos de chintz en el Museo de Victoria y Alberto en Londres.

El chintz (o indiana) era un calicó estampado por xilografía o pintado, fabricado en la India desde 1600 hasta 1800, muy utilizado para colchas, edredones y cortinas. Hacia 1600, comerciantes portugueses, holandeses y marselleses importaron muestras de chintz hasta Europa. Estas primeras telas eran extremadamente caras y escasas. A finales del siglo XVII la importación de chintz a Inglaterra, Francia y los Países Bajos alcanzó tales dimensiones que las tejedurías de los dos primeros países empezaron a preocuparse ya que no eran capaces de producir chintz. En 1686 Francia prohibió todas las importaciones de chintz. En 1720 el parlamento inglés promulgó una ley que prohibía el uso de chintz importado tanto para vestimenta como para tapicería o ropa de cama.
En 1717 España prohibió la importación de textiles asiáticos y en 1728 se prohibió la importación de imitaciones europeas de textiles asiáticos. El segundo edicto tenía como uno de sus objetivos fomentar una industria textil e impresión local que sustituyera las importaciones a imitación de Inglaterra.
A pesar de la prohibición que pesaba sobre el chintz, en la corte de Versalles seguía estando de moda durante los reinados de Luis XIV y Luis XV. En 1734, un oficial de la marina francesa, llamado M. de Beaulieu, destinado en Pondicherry, India, envió diversas cartas con muestras de chintz en cada paso del proceso de fabricación a un químico amigo suyo en Francia, con todos los detalles del estampado y acabado del chintz de algodón. Tanto las cartas como las muestras se pueden ver en el Museo Nacional de Historia Natural en París.

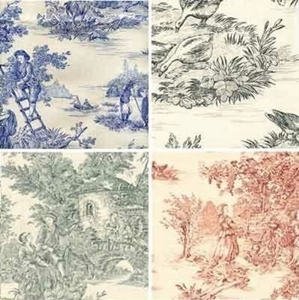
Un tipo de chintz, llamado toile de Jouy en distintos colores.

En 1742, otro francés, el padre Coeurdoux proporcionó más detalles del proceso de fabricación del chintz durante sus actividades misioneras en la India. En 1759 se levantó la prohibición sobre el chintz ya que para entonces la industria textil francesa e inglesa habían logrado imitarlo.
Al principio, el chintz europeo reproducía los diseños originales florales de la India pero poco más tarde empezaron a añadir sus propios diseños. Uno de los más conocidos es la toile de Jouy que se fabricó en Jouy (actualmente Jouy-en-Josas), Francia, entre 1759 y 1843, con típicas escenas campestres y pastoriles con personajes en colores azul, rojo, verde, gris... sobre fondo blanco.